# Spey Bay
Spey Bay est une localité de Moray, en Écosse.
À proximité se trouve une réserve naturelle et un terrain de golf ouvert en 1907.

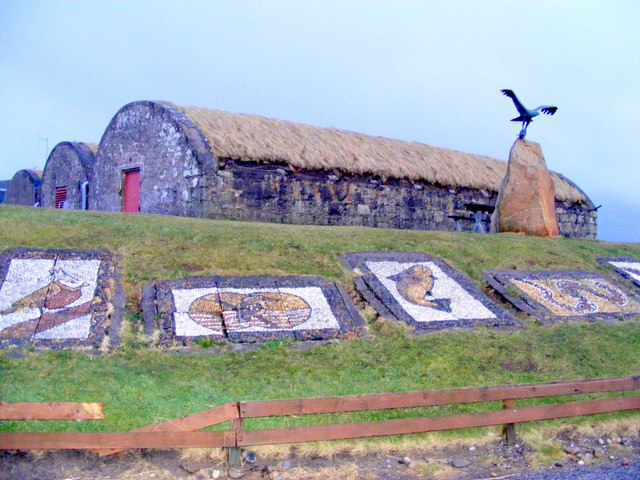
Ice House à Tugnet, Spey Bay